# Andrena dolomellea
Andrena dolomellea là một loài Hymenoptera trong họ Andrenidae. Loài này được Lanham mô tả khoa học năm 1949.